# Юберінський
Юбері́нський (рос. Юберинский) — починок у складі Селтинського району Удмуртії, Росія.

## Населення
Населення — 12 осіб (2010; 101 в 2002).
Національний склад станом на 2002 рік:
- росіяни — 52 %
- удмурти — 44 %

## Урбаноніми[3]
- вулиці — Миру, Набережна, Підлісна, Шкільна